# Brigida Saga

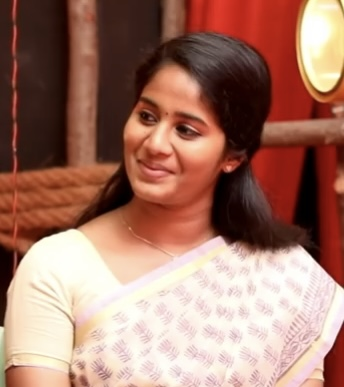
Brigida Saga

Brigida Saga (Tamil பிரிகிதா சாகா; * 14. Januar 2000 in Chennai) ist eine indische Schauspielerin.

## Leben und Karriere
Saga wurde am 14. Januar 2000 in Chennai geboren. Ihr Debüt gab sie 2019 in der Serie Aaha Kalyanam. Im selben Jahr war sie in dem Film Ayogya zu sehen. Außerdem trat sie 2021 in Master auf. Unter anderem spielte sie in Velan mit. 2022 bekam Saga in dem Film Iravin Nizhal eine Hauptrolle. Unter anderem war sie 2023 in Sindhooram zu sehen. 2024 setzte sie ihre Karriere in Garudan fort.

## Filmografie
- 2019: Ayogya
- 2019: Aaha Kalyanam (Fernsehserie)
- 2020: Varmaa
- 2021: Master
- 2021: Velan
- 2022: Iravin Nizhal
- 2023: Sindhooram
- 2023: Peddha Kapu 1
- 2024: Garudan
- 2024: Kozhipannai Chelladurai